# Курортний парк «Адамівка»
Парк-пам'ятка садово-паркового мистецтва «Ада́мівка» (раніше Курортний парк зі сквером «Адамівка») — парк-пам'ятка садово-паркового мистецтва загальнодержавного значення в Україні. Розташований на території міста Трускавець (Трускавецька громада Львівської області), перебуває у віданні КП «Парк Курортний».

## Географія
Парк розташований у центральній частині Трускавця, в долині потоку Воротище, що є притокою річки Солониці, яка впадає в Тисменицю. Від центруміста з площі Січових Стрільців у парк веде бульвар Торосевича.
Площа парку 60,98 га. Висота над рівнем моря 350—400 м. Парк отримав статус «Парк-пам'ятка садово-паркового мистецтва Курортний парк» згідно з рішенням Львівської облради у 1984 році. Указом Президента України від 30 листопада 2020 року № 525/2020 отримав статус парку-пам'ятки садово-паркового мистецтва загальнодержавного значення з іншою назвою — «Адамівка», яку носив парковий сквер біля пам'ятника Адаму Міцкевичу.

## Історія
Трускавецький парк був закладений у 1895 році, має яскраво виражені ознаки англійського паркового стилю. Парк почав формуватися в 1895—1907 рр, і в цей період тут було прокладено і засипано гравієм 14 км стежок для того, щоб відпочивальники могли ними прогулюватись. Стежки проклали від центральної вулиці Трускавця, яка веде до Дрогобича, аж до джерела Софії.
Парк названий «Адамівкою» на честь Адама Сапеги — одного з найактивніших ініціаторів реконструкції парку. Вважається, що англійського стилю парку надав садівник Юзеф Яблонський, який і засадив тут велику кількість як типових, так і екзотичних дерев.

## Опис
На території курортного парку розташовані водозабори мінеральних вод: «Юзя» (джерело № 10), «Фердинанд» (джерело № 7), «Броніслава» (джерело № 3), «Едвард» (джерело № 6). Надкаптажні дерев'яні будівлі над свердловинами джерел — пам'ятки архітектури місцевого значення. У видовому складі рослинності переважають такі види: дуб, бук, граб, ясен, клен, каштан, вільха та ліщина, а серед рідкісних декоративних насаджень тут присутні сосна Веймутова, сосна кримська, сосна чорна, тис ягідний, тюльпанове дерево, софора японська, вишня сакура, платан західний, Prunus japonica, барбарис, самшит, кизил, обліпиха, бузок угорський, роза-рогоза, магнолія, золотий дощ, платан, бархат амурський та ін. У центрі парку стоїть пам'ятник Адаму Міцкевичу, який був відкритий у 1900 році, а його автором є І. Баронча. Окрім цього, на території парку є альтанка, два бювети, фонтан, у центрі якого є скульптура, джерела, спортивний майданчик, скульптура «Мавка і Лукаш» (з п'єси «Лісова пісня» Лесі Українки), а також санаторії «Кришталевий палац», «Молдова» та «Південний».

### Заповідний режим
На території парку забороняється:
- Знищення або пошкодження дерев і чагарників;
- Знищення або пошкодження газонів і квітів;
- Розведення багаття;
- Сінокосіння;
- Розміщення садів і городів;
- Розміщення торговельних рундаків, тентів, рекламних щитів тощо;
- Копання траншей, каналів, ям тощо;
- Влаштування загат на водоймах;
- Засипання водойм;
- Проїзд та заїзд транспорту.

## Світлини

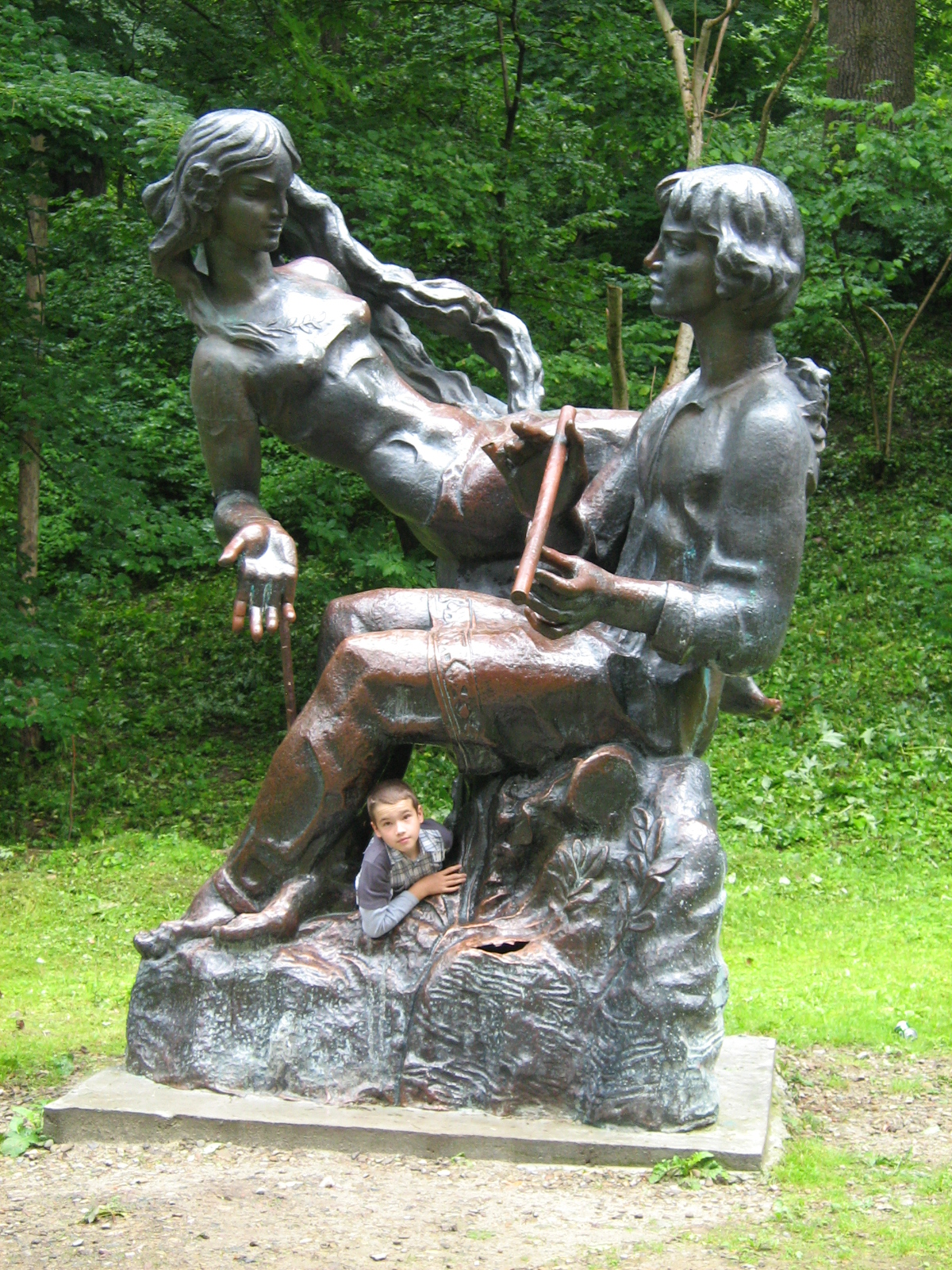
Скульптура «Мавка і Лукаш»
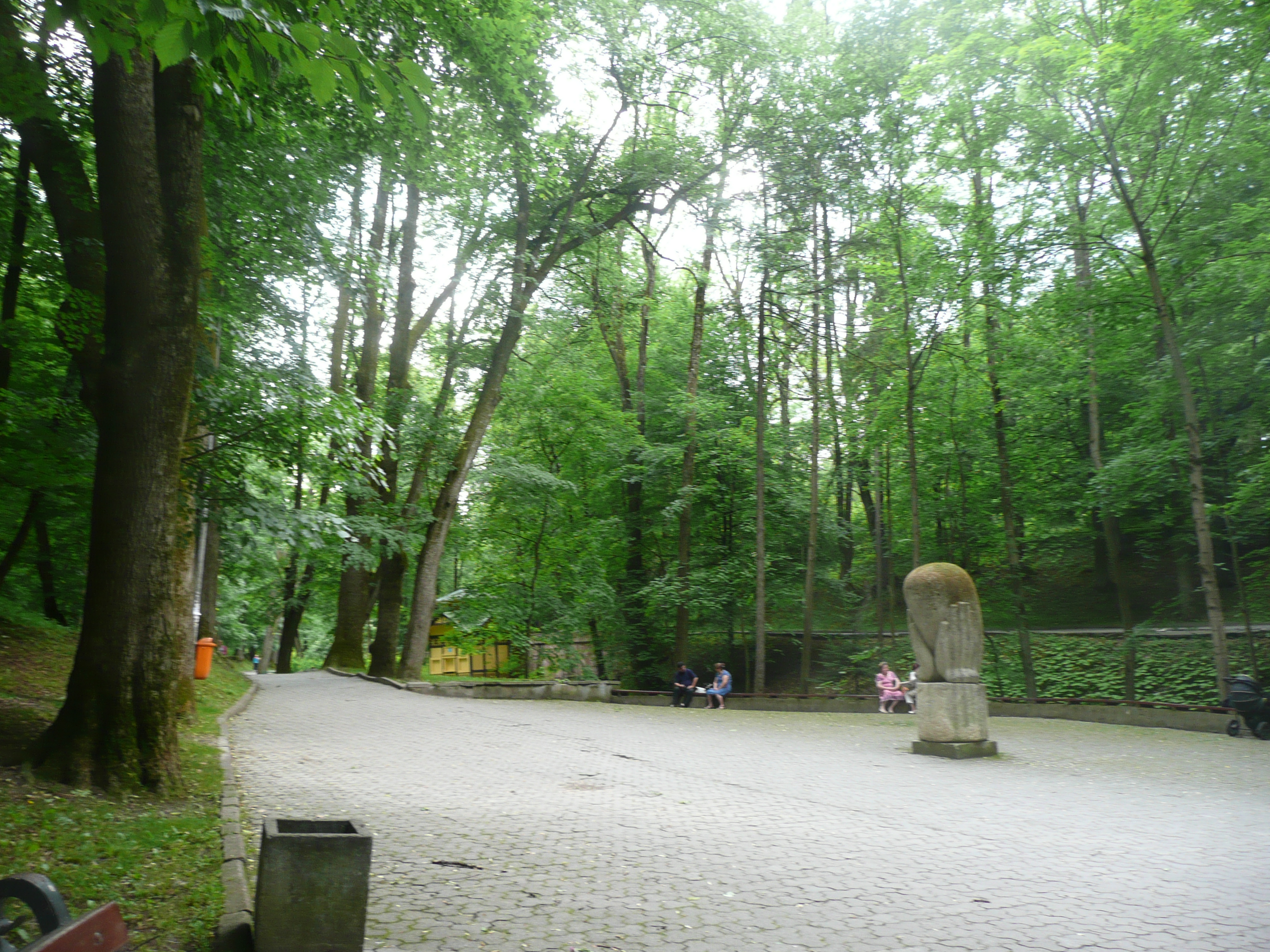
Алея
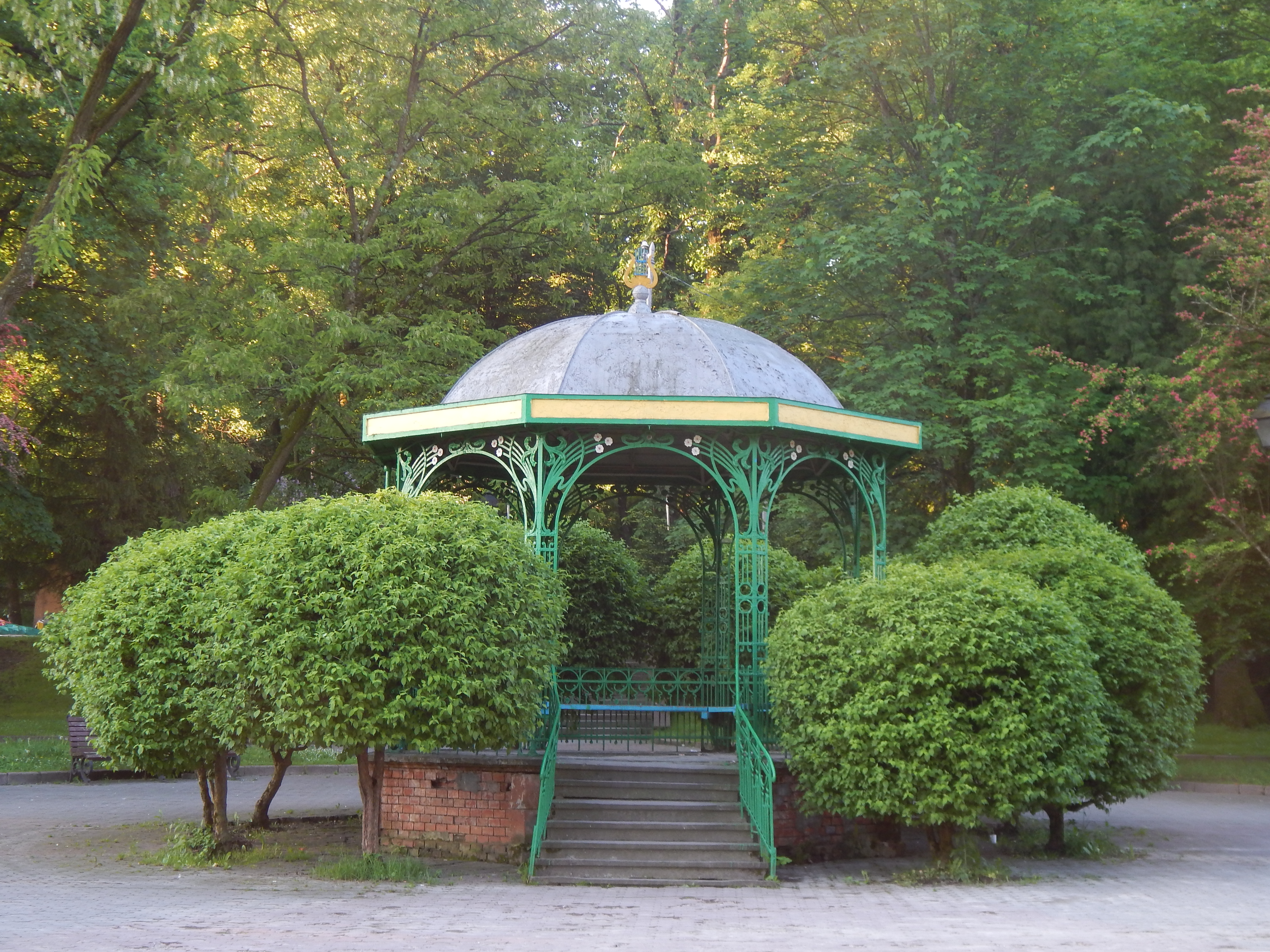
Альтанка
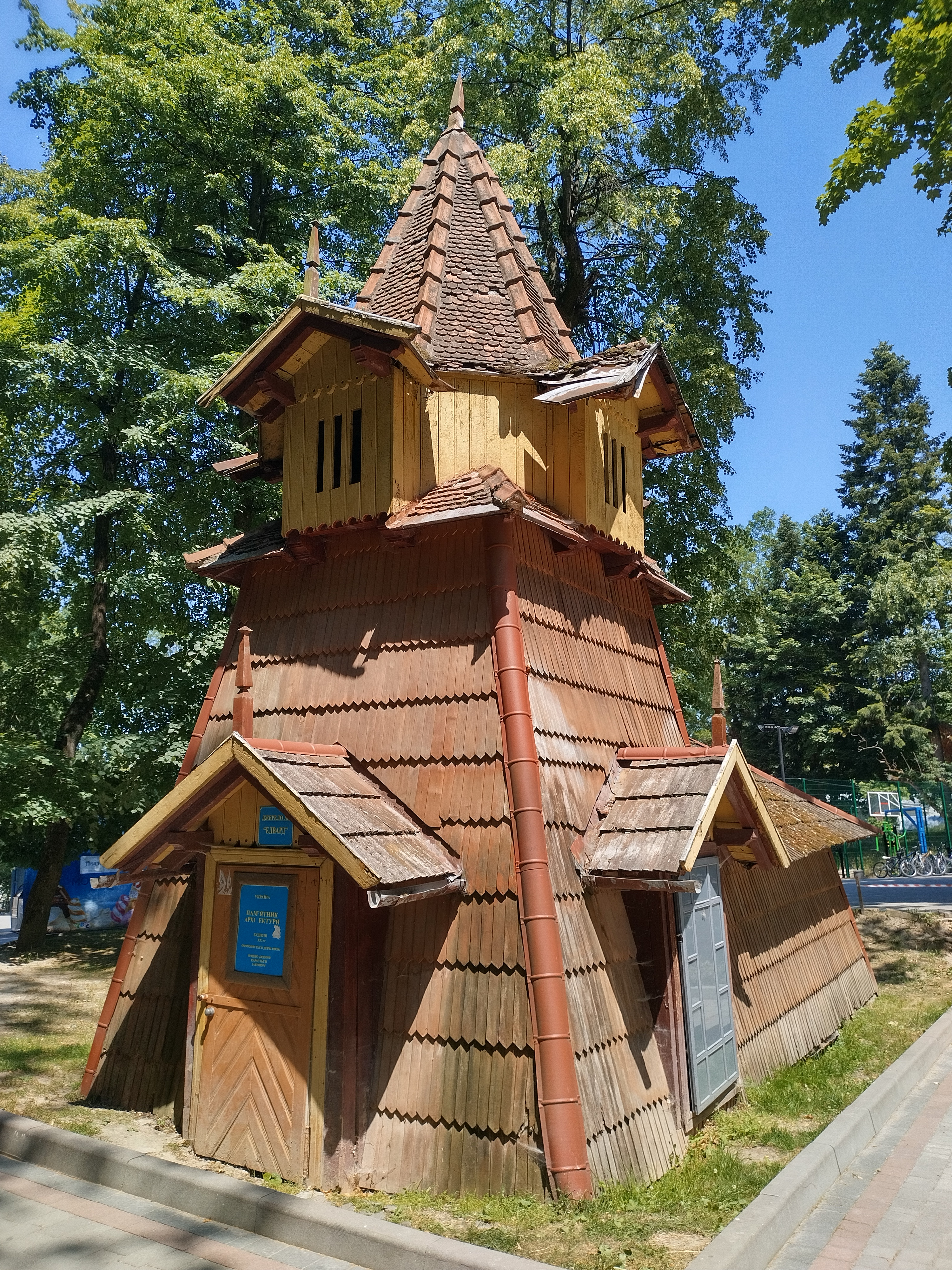
Джерело № 6 "Едвард"
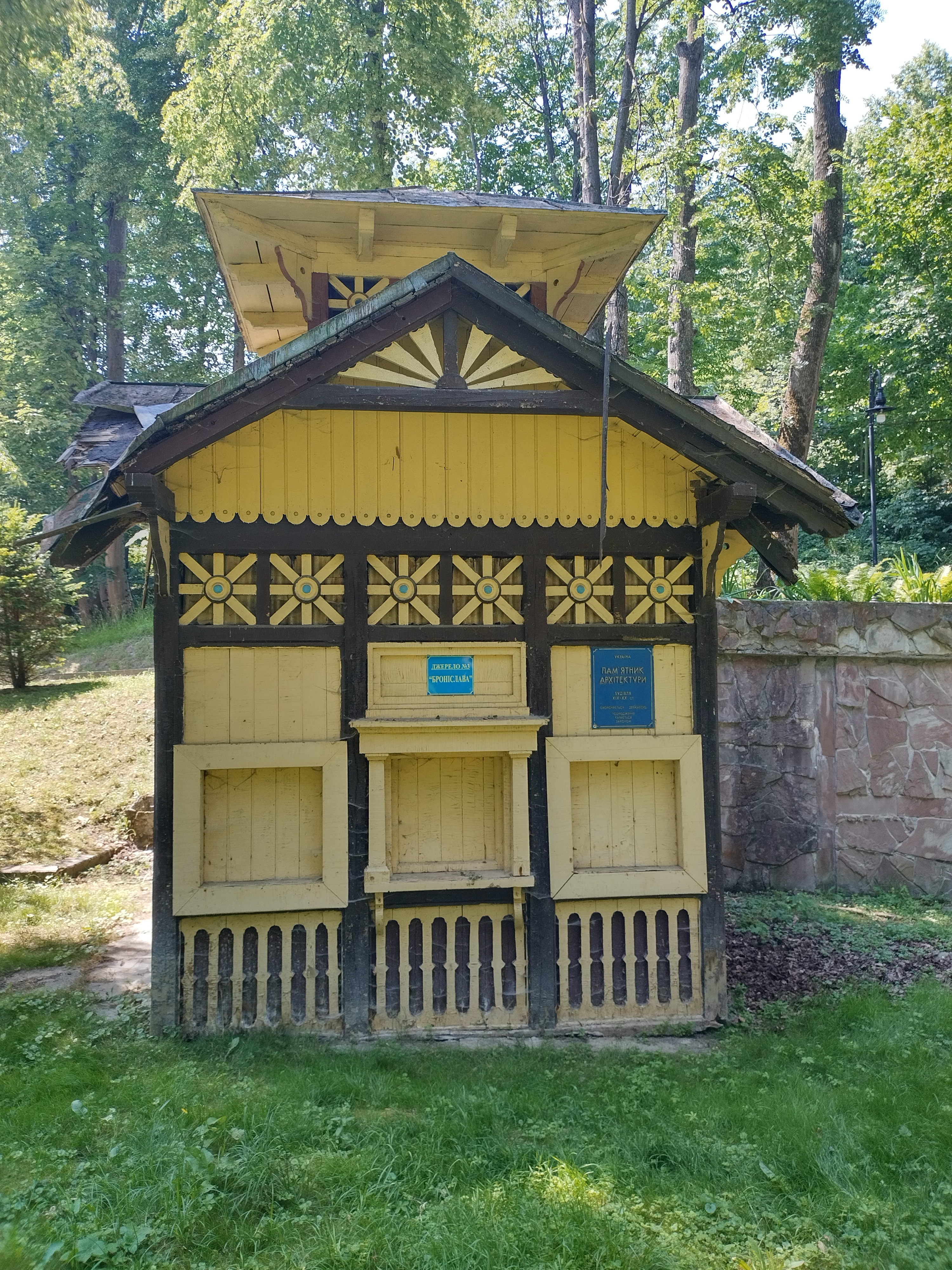
Джерело № 3 "Броніслава"
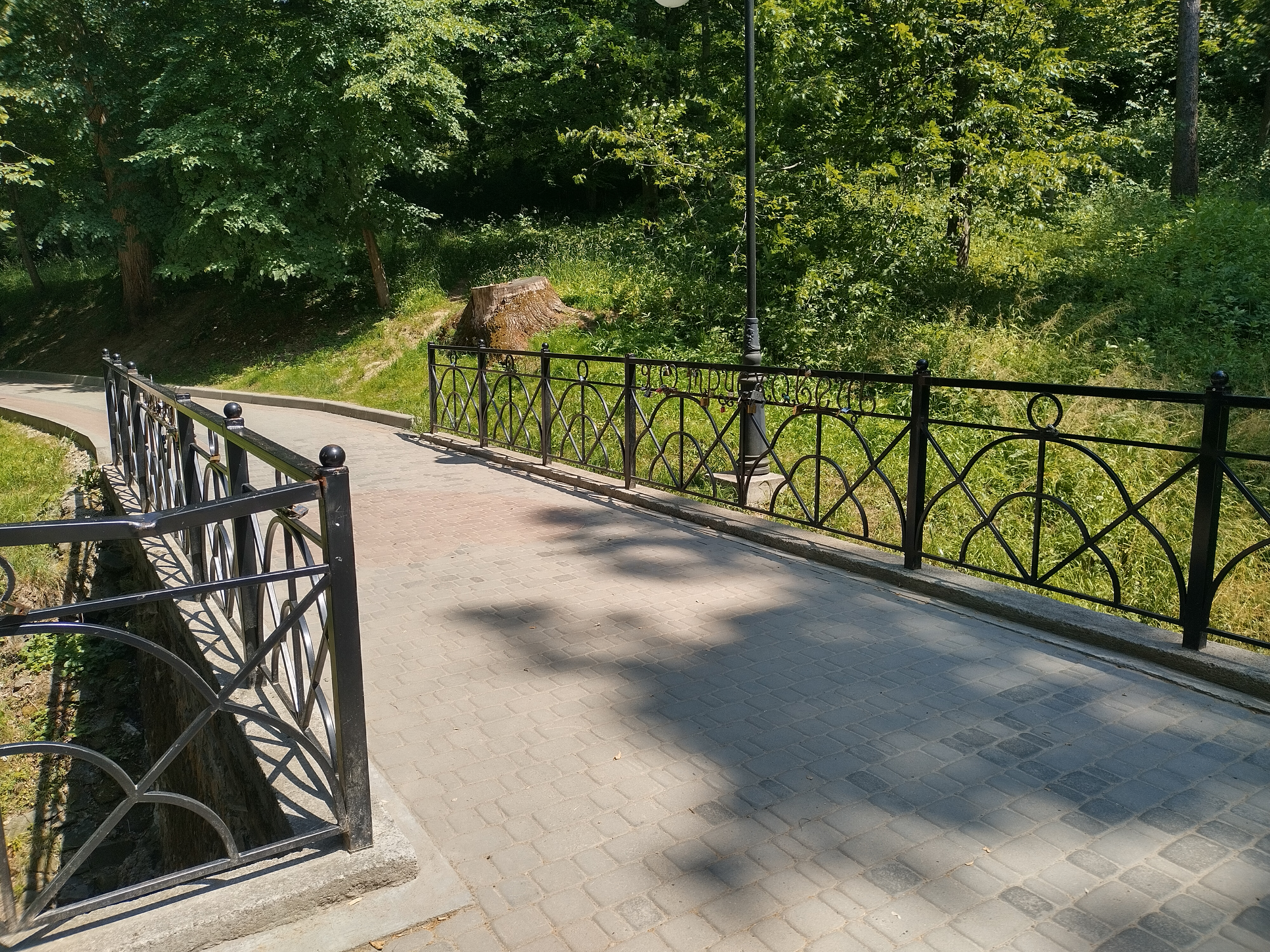
Місток закоханих
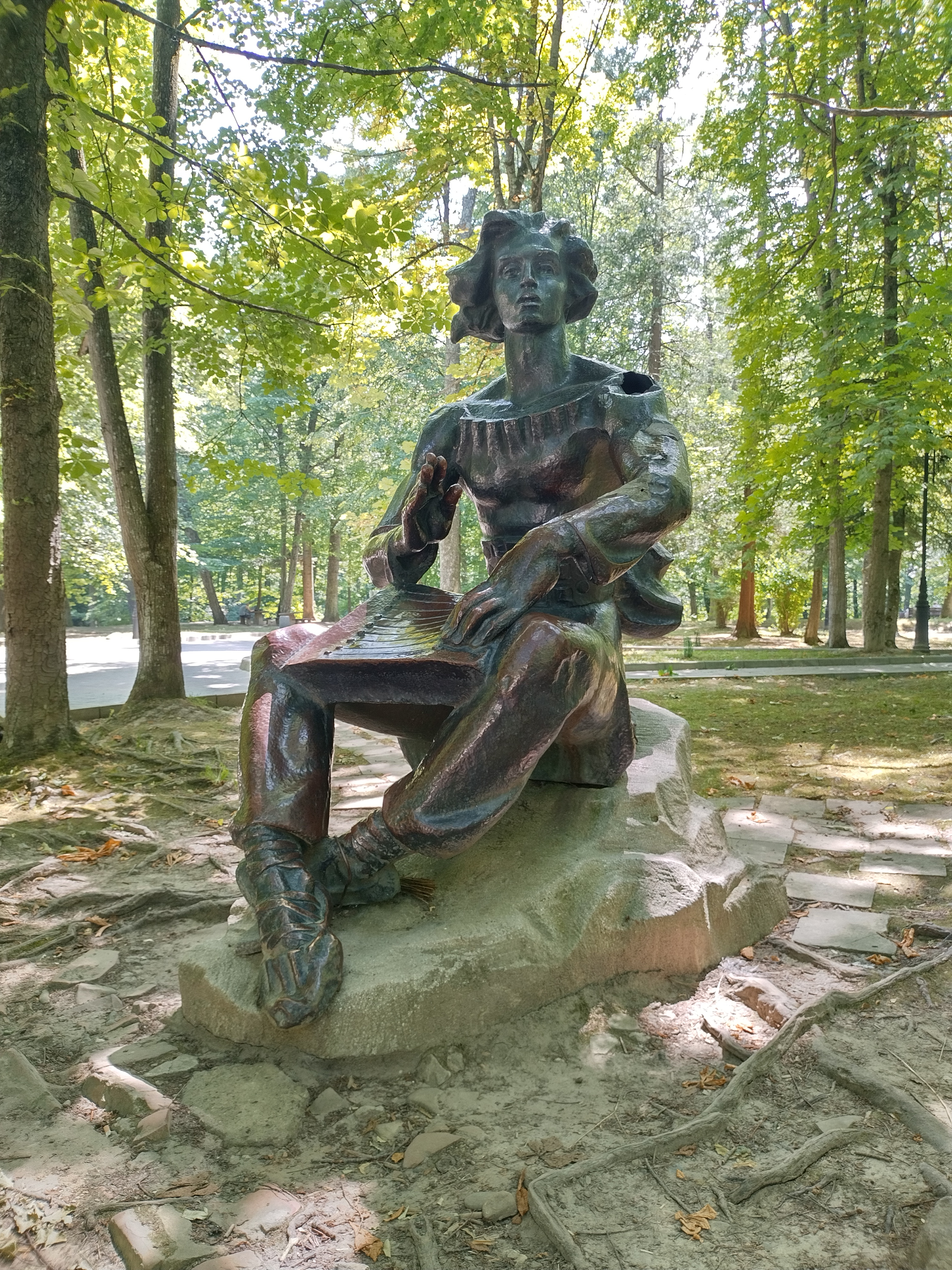
Скульптура "Гусляр"
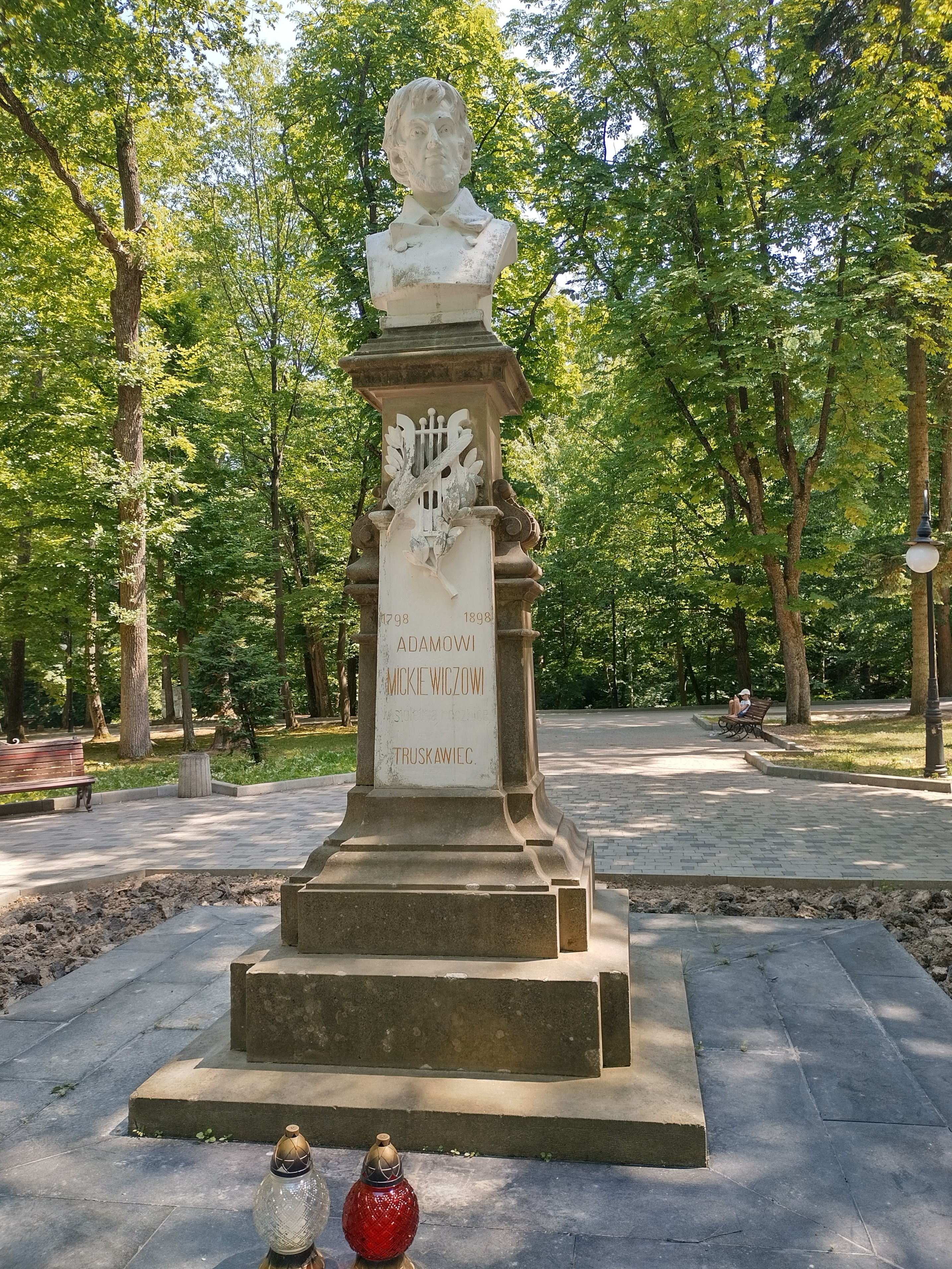
Погруддя Адаму Міцкевичу
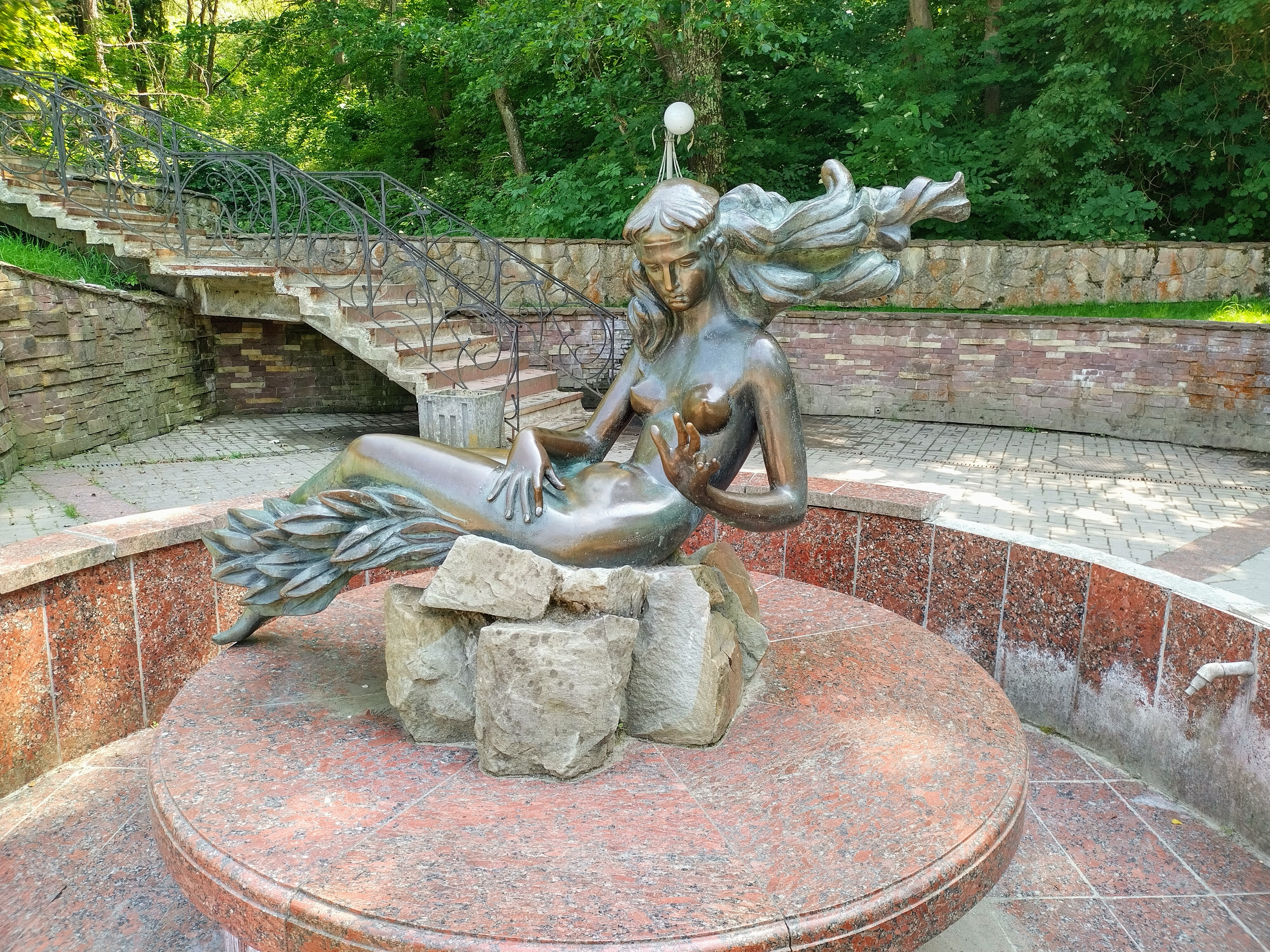
Скульптура "Юзя"